# Charlie Hoefer
Adolph Charles "Charlie" Hoefer (Frankfurt, Alemania; 12 de julio de 1917-Sioux Falls, Dakota del Sur; 12 de junio de 1983) fue un jugador de baloncesto estadounidense que disputó dos temporadas en la BAA, desarrollando el resto de su carrera en la ABL. Con 1,75 metros de estatura, jugaba en la posición de base.

## Trayectoria deportiva

### Universidad
Jugó durante su etapa universitaria con los Knights del Queens College, siendo el único jugador de dicha institución en llegar a jugar como profesional en la BAA o en la NBA.

### Profesional
Comenzó su carrera profesional en los Washington Brewers de la ABL, siendo en su primera temporada en el tercer mejor anotador de la liga, promediando 7,3 puntos por partido. Jugó en esa liga hasta que en 1946 se creó la BAA, fichando por los Toronto Huskies, donde jugó 23 partidos en los que promedió 6,1 puntos, antes de ser traspasado a los Boston Celtics a cambio de Red Wallace.
En los Celtics acabó la temporada promediando 6,0 puntos por partido. Al año siguiente, tras siete partidos disputados, fue despedido, regresando a la ABL donde jugaría una última temporada, en la que promedió 5,7 puntos por encuentro.

## Estadísticas de su carrera en la NBA

### Temporada regular
| Temporada | Edad | Equipo          | Liga | P  | TIT | MIN | TC  | TCA | %TC  | 3P | 3PA | %3P | TL  | TLA | %TL  | R.OF. | R.DEF. | REB | ASIS | ROB | TAP | PER | FP  | PTS |
| 1946-47   | 29   | TOTAL           | BAA  | 58 |     |     | 2.2 | 8.9 | .253 |    |     |     | 1.6 | 2.4 | .655 |       |        |     | 0.6  |     |     |     | 2.4 | 6.1 |
| 1946-47   | 29   | Toronto Huskies | BAA  | 23 |     |     | 2.3 | 8.6 | .273 |    |     |     | 1.4 | 2.0 | .696 |       |        |     | 0.4  |     |     |     | 2.7 | 6.1 |
| 1946-47   | 29   | Boston Celtics  | BAA  | 35 |     |     | 2.2 | 9.0 | .241 |    |     |     | 1.7 | 2.7 | .634 |       |        |     | 0.7  |     |     |     | 2.3 | 6.0 |
| 1947-48   | 30   | Boston Celtics  | BAA  | 7  |     |     | 0.4 | 2.7 | .158 |    |     |     | 0.6 | 1.1 | .500 |       |        |     | 0.4  |     |     |     | 2.4 | 1.4 |
| Total     |      |                 | BAA  | 65 |     |     | 2.0 | 8.2 | .250 |    |     |     | 1.5 | 2.3 | .646 |       |        |     | 0.6  |     |     |     | 2.4 | 5.6 |